# The Scotsman
The Scotsman er en regional avis udgivet i Edinburgh, Skotland. Avisen har et dagligt oplag på 63.974 og en læserskare på 217.000, overvejende i det østlige Skotland.
The Scotsman har siden 16. august 2004 været udgivet i et kompakt format, men dens søndagsudgave, kaldet Scotland on Sunday, udgives stadig i det oprindelige broadsheet. The Scotsman Publications Ltd, som er gruppen bag avisen The Scotsman – siden 1995 ejet af Johnston Press – udgiver også aviserne Edinburgh Evening News såvel som en rækker gratisaviser under fællesbenævnelsen Herald & Post der udgives i Edinburgh, Fife og West Lothian.

## Historie
The Scotsman kom første gang på gaden i 1817 som en alternativ ugebaseret avis til hvad der af avisens bagmænd blev anset som de eksisterende avisers "ublu underdanighed" til Edinburghs establishment. Avisens grundlag blev formuleret som "upartisk, fasthed og uafhængighed". Efter afskaffelsen af skat på aviser i Skotland i 1850, blev The Scotsman relanceret som en daglig avis til en pris af 1 penny og et dagligt oplag på 6000.
I 1953 blev avisen købt af den canadiske millionær og mediemogul Roy Thomson. I 1995 blev avisen solgt videre til de britiske milliardærer David og Frederick Barclay for £85 millioner. De flyttede avisen fra dens traditionelle kontorer i North Bridge, Edinburgh (nu et luksushotel ved navn The Scotsman Hotel) til helt nye topmoderne kontorer på Holyrood Road i nærheden af hvor det skotske parlament efterfølgende blev opført.
I december 2005 afhændede brødrene Barclay The Scotsman til avisens nuværende ejer Johnston Press i en handel på £160 millioner.

## Fodnoter
1. ↑  Navnet er anført på engelsk og stammer fra Wikidata hvor navnet endnu ikke findes på dansk.
2. ↑  BBC NEWS | UK | Scotland | Edinburgh and East | New editor for Scotsman newspaper
3. ↑  The Scotsman Archive – 25th January 1817 (page 1 of 8) – The Scotsman launched (engelsk)

## Ekstere henvisninger
- The Scotsman hjemmeside (engelsk)
- The Scotsman, historie (engelsk)